# Медора (Північна Дакота)
Медора (англ. Medora) — місто (англ. city) в США, в окрузі Біллінгс штату Північна Дакота. Населення — 121 особа (2020).

## Географія
Медора розташована за координатами 46°54′48″ пн. ш. 103°31′34″ зх. д. / 46.91333° пн. ш. 103.52611° зх. д. (46.913460, -103.526077).  За даними Бюро перепису населення США в 2010 році місто мало площу 0,96 км², з яких 0,93 км² — суходіл та 0,03 км² — водойми.

## Демографія
Згідно з переписом 2010 року, у місті мешкало 112 осіб у 56 домогосподарствах у складі 27 родин. Густота населення становила 117 осіб/км².  Було 102 помешкання (106/км²).
Расовий склад населення:
| - 93,8 % — білих - 3,6 % — азіатів - 1,8 % — корінних американців |

До двох чи більше рас належало 0,9 %. Частка іспаномовних становила 0,0 % від усіх жителів.
За віковим діапазоном населення розподілялося таким чином: 11,6 % — особи молодші 18 років, 69,6 % — особи у віці 18—64 років, 18,8 % — особи у віці 65 років та старші. Медіана віку мешканця становила 45,3 року. На 100 осіб жіночої статі у місті припадало 89,8 чоловіків;  на 100 жінок у віці від 18 років та старших — 83,3 чоловіків також старших 18 років.
Середній дохід на одне домашнє господарство  становив 73 218 доларів США (медіана — 49 018), а середній дохід на одну сім'ю — 107 140 доларів (медіана — 86 250). За межею бідності перебувало 15,8 % осіб, у тому числі 0,0 % дітей у віці до 18 років та 0,0 % осіб у віці 65 років та старших.
Цивільне працевлаштоване населення становило 155 осіб. Основні галузі зайнятості: науковці, спеціалісти, менеджери — 31,0 %, мистецтво, розваги та відпочинок — 23,9 %, публічна адміністрація — 9,7 %, роздрібна торгівля — 7,7 %.